# أحمد الساعاتي
أحمد عبد الرحمن الساعاتي (1 يناير 1960

) إعلامي وصحفي وسياسي بحريني.

## السيرة
ولد علي في العاصمة المنامة في عام 1 يناير 1960.
عمل إعلامي لأكثر من 30 سنة في مؤسسات إعلامية عالمية وخليجية ومحلية. أحد مؤسسي ومديري صحيفة الايام. محرر في وكالة أنباء الخليج سابقا. مراسل سابق لإذاعة بي بي سي. مدير مكتب صحيفة الخليج الإماراتية سابقا. شارك في مؤتمرات إقليمية ودولية في مجالات الصحافة والإعلام والتكنولوجيا وشبكات التواصل الاجتماعي والتسويق. مؤسس مهرجان الايام الثقافي. مدير معرض البحرين الدولي  للكتاب سابقا. في انتخابات مجلس النواب لعام 2011 فاز بمقعد الدائرة الثانية في المحافظة الوسطى في جولة الإعادة بعدما جمع 595 صوت ما نسبته 57.40%.